# Nusch Éluard
Pour les articles homonymes, voir Nusch et Éluard (homonymie).
Nusch Éluard est une « artiste » et égérie franco-allemande, née Maria Benz le 21 juin 1906 à Mulhouse dans une Alsace faisant alors partie de l'Empire allemand et morte française le 28 novembre 1946 à Paris 18e,. Femme sans tabou et égérie du surréalisme célébrée par les œuvres de Man Ray, Picasso, Miró, Valentine Hugo, Dora Maar, elle participe après la rupture du pacte germano-soviétique en 1941 à la Résistance communiste malgré une santé très altérée et deviendra, selon une légende soutenue par les proches témoins, le personnage nommé Liberté dans le poème du même nom.

## Biographie

### Enfant de la balle (1906-1929)
Marie Benz naît à Mulhouse, alors chef lieu du district de Haute-Alsace du Reichsland d'Alsace-Lorraine au sein de l'Empire allemand, d'Auguste Benz, propriétaire d'un chapiteau sous lequel il se produit dans les villages du Sundgau et même au-delà de la frontière suisse et de Marie Joséphine Juchert. Elle ne se départira jamais d'un fort accent typique du Rhin supérieur (de). Durant la Grande Guerre, son père, qui la surnomme affectueusement Nusch (Nouche), c'est-à-dire « noix », sans doute au sens où l'on se casse les dents sur elle, la retire de l'école pour la former à l'acrobatie et lui enseigner les jeux de scènes. Elle présente les numéros de clown, de trapèze, de magie. Elle a dix ans quand son père met au point pour elle un numéro de chaînes. Exposée dans un justaucorps couleur chair, elle devient la principale attraction et la première source de revenu du petit théâtre familial.
En 1920, Augustus Benz, devenu français par le décret du 14 décembre 1919, encourage sa fille de quatorze ans à accepter la proposition d'un théâtre de la capitale allemande. Livrée à elle même dans le Berlin interlope et avant-gardiste d'Anita Berber, elle assure des petits rôles sans être payée. Cette même année, elle est à l'affiche d'une pièce d'August Strindberg, qui est un échec. Pour survivre, elle pose pour des cartes postales érotiques et à l'occasion doit se prostituer.
Revenue à Mulhouse se réfugier dans le théâtre paternel, elle s'échappe dès sa majorité pour Paris. Les années folles sont passées mais elle trouve un rôle régulier d'hypnotiseuse dans un spectacle du théâtre du Grand-Guignol du genre terrifique d'André de Lorde. Elle y fait également un numéro de catalepsie à la mode Charcot et remporte un certain succès en médium faisant parler les morts. Les acteurs ne sont pas rémunérés par le théâtre mais, comme des artistes de rue, directement par le public, ou par les rencontres qui suivent le spectacle. Pour payer sa petite chambre d'hôtel, près de la gare Saint-Lazare, il lui arrive de dérober un costume et des accessoires de scène, de pratiquer le travail du sexe, la cartomancie et la chiromancie.

### La rencontre avec Paul Éluard (1930)
Le 21 mai 1930, Nusch, alors figurante au Grand-Guignol, déambule à hauteur des Galeries Lafayette quand elle est abordée par René Char et Paul Éluard, qui, sous prétexte de découvrir une nouvelle Nadja, ont l'habitude de fréquenter des prostituées ensemble et de flirter avec leur homosexualité en partageant les femmes. Ils la rattrapent quand elle cherche refuge dans le métro. C'est jour de relâche, non payé et donc sans repas. Elle dévore les croissants que les deux jeunes hommes lui offrent dans le café situé à l'angle de la chaussée d'Antin et du boulevard Haussmann. Au moment de monter dans le taxi, René Char se défausse galamment.
Dans les jours suivants, Paul Éluard laisse la « poupée pathétique » aux yeux gris bleu et au teint frais s'installer dans le petit appartement de Montmartre abandonné par son épouse Gala, au premier étage du 7 rue Becquerel. L'« actrice » a vingt-quatre ans, l'auteur de L'Art d'être malheureux, fils d'un petit promoteur immobilier bientôt ruiné par la Grande Dépression, dix de plus. Il domine son mètre soixante neuf d'une tête. Elle prend soin de l'intérieur du poète, membre du Parti communiste français, qui a confié la garde de sa fille, Cécile, à sa mère.
À la mi-août, à l'invitation de Gala, il l'emmène avec René Char la rejoindre auprès de Salvador Dalí à Cadaqués. C'est à la fin de cette quinzaine de vacances que Gala demande le divorce. Paul Éluard déménage avant de partir aussitôt à Avignon retrouver le soleil et René Char pendant que Nusch retourne dans sa famille à Mulhouse. Ce n'est qu'après plusieurs semaines de séparation consentie qu'Éluard, ne se voyant pas supporter seul sa fatigue et les difficultés financières, se décide à aller chercher la remplaçante en Alsace. Nusch est aussitôt présentée aux camarades de sa cellule locale, Louis Aragon, Elsa Triolet, André Breton, et la vie commune avec Paul Éluard commence dans le studio du 42, rue Fontaine[réf. nécessaire].

### La période surréaliste (1931-1938)
En entrant dans le cercle surréaliste, Nusch Éluard participe par exemple à la réalisation de cadavres exquis au crayon de couleur sur papier, avec Paul Éluard, Valentine Hugo, et André Breton.
Par ailleurs, Nusch Éluard devient un modèle inspirant pour le groupe surréaliste, notamment de Man Ray, pour lequel elle sera le célèbre sujet d'une série de photos de nus, solarisées par Man Ray. À partir de ces photographies, Paul Éluard a écrit des poèmes d'amour publiés dans un ouvrage au titre ambigu, Facile. Outre Man Ray, Nusch Éluard est également le modèle d'une série de portraits et de photomontages surréalistes de Dora Maar, notamment Les années vous guettent (1936).

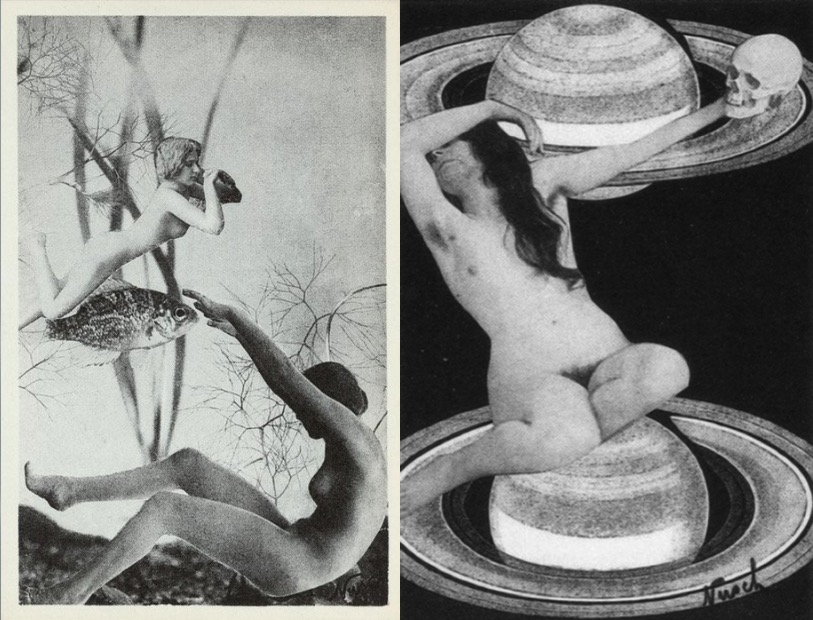
Nusch Éluard, Photomontages, vers 1937.

Souvent réduite au statut de « muse » ou d'« égérie » surréaliste, il a fallu attendre les découvertes faites dans les années 1970 par l’expert américain du surréalisme Timothy Baumelle pour s’apercevoir que Nusch Éluard avait élaboré une série de collages, faussement attribués à Paul Éluard mais signés « Nusch ». C'est de manière fortuite que la jeune femme réalisa ces œuvres. En proie à une période d'insomnies vers 1935-1936, elle consulta un psychiatre qui lui suggéra de recourir à l'écriture. À la suite de cela, elle a entrepris de découper des photographies dans des magazines pour en faire des collages, utilisant des cartes postales comme support. L'un de ces collages, intitulé « Bois des îles », a été publié dans la série de 21 cartes postales d'artistes en noir et blanc (La carte surréaliste) éditée par Georges Hugnet en 1937, aux côtés des créations de Marcel Duchamp, Max Ernst, Paul Éluard, Meret Oppenheim, Salvador Dalí ou encore Jacqueline Lamba-Breton.
Parmi les collages recensés, on en trouve un dans une collection privée de Londres. Cinq ont été publiés en 1978. Le fonds Éluard du Musée de Saint-Denis en conserve aussi quelques-uns.
Le mouvement surréaliste a beaucoup occulté le rôle des femmes. À ses débuts, il est exclusivement composé d’hommes, les femmes n’y sont présentes qu’en tant que muses ou amantes. À l'image d'Adrienne Fidelin, Jacqueline Lamba, Dora Maar, Nusch Éluard est souvent réduite au rang de "compagne de" et a été effacée de la scène artistique.

### Sexualité et union libre
Nusch Éluard est également restée dans l'histoire en tant que femme particulièrement libre dans sa sexualité et son couple.
Le 21 août 1934, après presque quatre années de vie commune, Maria Benz épouse Eugène Grindel, alias Éluard, lequel envisage toujours de finir ses jours auprès de Gala Dalí et préfère l'union libre mais veut mettre à l'abri, en cas de décès, celle dont il se sent responsable. Dans la même mairie du 17e arrondissement de Paris avait eu lieu une semaine plus tôt le mariage de Jacqueline Lamba et d'André Breton, qui au contraire d'Éluard exige de lui et de ses disciples un engagement total envers l'aimée. Nusch Éluard sera dès lors une figure permanente de l'œuvre de son mari.
Après avoir rencontré Paul Éluard en 1933, Pablo Picasso devient un intime du couple Éluard et de leurs amis. Il les reçoit fréquemment rue des Grands-Augustins et passe avec eux des vacances très libres à Mougins en compagnie des couples Lee Miller - Roland Penrose et Man Ray - Adrienne Fidelin. Picasso peint alors de très nombreux portraits de Nusch Éluard, en 1936, 1937 et 1938. Picasso et Nusch Éluard auraient entretenu une liaison à cette époque avec l'assentiment de Paul Éluard,.

### Guerre et mort (1939-1946)

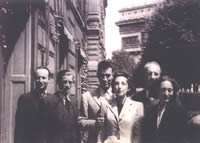
Nusch Éluard, à droite avec Paul, le jour de la Libération de Paris.

À la déclaration de la Seconde Guerre mondiale, Paul Éluard, âgé de quarante ans, est mobilisé à un poste administratif. Il est cantonné à Mignières dans l'Eure-et-Loire où Nusch Éluard vient le rejoindre et prendre pension dans un hôtel de la ville.
En juillet 1940, le régiment d'Éluard est envoyé à Saint-Sulpice-la-Pointe dans le Tarn, où Nusch Éluard le précède et prend une chambre d'hôtel. Éluard est démobilisé le 19 juillet 1940, et le couple file vers Carcassonne pour retrouver leur ami Joë Bousquet. Quand ils rentrent à Paris, ils trouvent à se loger dans un petit appartement situé au 35 rue de la Chapelle, actuelle rue Marx-Dormoy.
En 1942, Éluard entre dans la clandestinité et demande sa réinscription au Parti communiste français clandestin ; il publie des tracts et poèmes subversifs que Nusch Éluard transporte dans des boîtes à bonbons. Paul et Nusch Éluard vont rejoindre leurs amis Christian et Yvonne Zervos dans leur maison de Vézelay.
La guerre finie, Éluard donne des conférences en Europe. Il est le plus souvent accompagné de sa femme. Elle devient alors une importante source d'inspiration poétique, et charnelle.
Nusch Éluard meurt subitement d'une attaque cérébrale 28 novembre 1946, chez sa belle-mère Jeanne Grindel, en présence de Cécile, la fille d’Éluard. Elle est enterrée le 2 décembre au cimetière du Père-Lachaise (84e division).
Après la mort de son épouse, Paul Éluard écrit une série de poèmes, entre hommage à la figure vitale de l'aimée et désespoir (« Poésie ininterrompue », 1946 ; « Le temps déborde », 1947, et « Nusch », 1950).

## Figure du surréalisme

### Nusch Éluard dans l'œuvre d'Éluard
- La Vie immédiate, 1932 Ce recueil contient les cinquante quatre premiers poèmes inspirés par Nusch l'année de leur rencontre.
- Ill. Man Ray, Facile, Guy Lévis Mano, Paris, 24 octobre 1935, 1225 ex., 12 héliogravures Cinq poèmes en prose chantent à travers les photographies de Nush nue le paradoxe de « la » femme (« Ce sont les mains de toutes les femmes/Et les mains de tous les hommes leurs vont comme un gant »), fait d'exhibitionnisme (« Tu te livres à toi même/Pour te livrer aux autres ») et de mystère (« Je m'émerveille de l'inconnue que tu deviens »).
- Brun, ill. Valentine Hugo, Corps mémorable, Pierre Seghers, 1947, 26 ex. Sept poèmes écrits « comme d'un cœur enragé » juste après la mort de Nusch.
- D. Desroches, ill. Dora Maar et Man Ray, Le Temps déborde, Cahiers d'art, Paris, 1947, in-8, 11 noir et blanc Sous le pseudonyme de Didier Desroches, Paul Éluard publie chez son ami, soutien et éditeur Christian Zervos

« Vingt-huit novembre mil neuf cent quarante six
Nous ne vieillirons pas ensemble
Voici le jour
En trop : Le temps déborde. »

Les photographies, insérées dans le texte, représentent feue Nusch Eluard.

### Égérie des surréalistes
Adoptée comme une de leurs inspiratrices ou muse par les surréalistes, Nusch Éluard, figure féminine incarnant la
régénération par le désir et la liberté, s’inscrit dans une tradition sotérique prisée des amis d'André Breton, celle d'une magicienne et voyante à la lisière entre les mondes réels et imaginaires. Apprêtée et « facile », elle offre aux peintres, sans correspondre pour autant aux canons de la beauté féminine, l'incarnation de l'obscur objet du désir et prête corps et âme à des poses étudiées pour les recherches photographiques de Man Ray, Lee Miller ou Dora Maar.
Avec Paul Éluard, Nusch Éluard expérimente la réalisation à petite échelle d'une utopie pangamique par laquelle le couple, en pratiquant le candaulisme, l'échangisme, le triolisme lesbien, affirme sans freins ses désirs sexuels et transgresse les fondements « névrotiques » de la famille et de la société que dénonçait Karl Marx. Après la rupture idéologique avec André Breton, une première fois en avril 1936 puis définitivement en octobre 1938, le libertinage d'Éluard et Nusch Éluard sera après-guerre soigneusement occulté du portrait officiel d'Éluard consolé par une mineure puis remarié conformément aux impératifs du PCF moralisateur.

### Portraits de Nusch Éluard par ses amis

#### Études
- Salvador Dalí, Cadaqués, fin août 1930, crayon
- Valentine Hugo, Nusch nue couchée sur un lit, [s.d.], dessin sur papier noir
- René Magritte
  - Portrait de Paul Éluard, 1936 crayon Le dessinateur dessine le buste nu de Nush sur lequel l'écrivain écrit « écrire ».
  - Portrait de Nusch, crayon, 1936 Plan poitrine académique de Nush nue au chapeau fleuri sur cheveux courts.
- Pablo Picasso, Mougins, fin juillet 1936, crayon, café, rouge à lèvres et vin sur nappe en papier[47] ; Nusch, 1937, crayon
- Roland Penrose, 1937, encre ; 1937, crayon

#### Œuvres achevées
- Valentine Hugo, Femme avec laquelle j'ai vécu, Femme avec laquelle je vis, Femme avec laquelle je vivrai., 1932, dessin sur papier noir Le visage de Nusch domine les quatre profils de Paul Éluard entouré de deux autres visages féminins. Le titre est une citation de « Par une nuit nouvelle », sixain publié dans La Vie immédiate.
- Paul Éluard, ill. Pablo Picasso, La Barre d'appui, ill. no 1, Cahiers d'art, Paris, 1936, aquatinte au sucre signée sur japon ancien des Manufactures impériales, 10,6 × 15,6 cm, 40 ex. Les deux autres gravures, « Femme endormie » et « Femme surréaliste », représentent respectivement Marie-Thérèse Walter et Dora Maar.
- Joan Miró, Hommage à Nusch Éluard, huile sur carton, 1937
- Pablo Picasso
  - Portrait de Nusch, 1937, huile sur toile 46 × 55 cm
  - Portrait de Nusch Éluard, 1937, huile sur toile 65,2 × 92 cm
  - Portrait de Madame Paul Éluard, 19 août 1941, huile sur toile 60 × 73 cm Plan poitrine Marie Laurencin de Nush nue au titre paradoxalement révérencieux.
- Apel·les Fenosa, buste, Paris, 1942, bronze à la cire perdue Répond au buste d'Éluard du même.

## Œuvre

### Cadavres exquis
- Avec André Breton et Valentine Hugo, Cadavre exquis, 1931, 25 × 32,5 cm, CNAC ("Beaubourg"). Nusch est la première exécutante.
- Avec Valentine Hugo, André Breton et Paul Éluard, Cadavre exquis, 1931, CNAC. Nusch est coexécutante avec Paul Éluard.
- Avec André Breton et Valentine Hugo, Cadavre exquis, 1931, 31 × 24 cm, CNAC. Nusch est la première exécutante.

Nush Éluard a également laissé des cadavres exquis exécutés avec Tristan Tzara et la femme de celui ci, la peintre Greta Knutson.

### Collages de Nusch Éluard (auparavant attribués à Paul Éluard)
- N. Éluard, Collage Dreams, Nadada, New York, 1978, 750 ex.
  - [s.t.], 1936, femme essieu
  - [s.t.], 1936, femme acrobate
  - [s.t.], 1936, couple nu
  - « Bois des îles », in coll., La Carte surréaliste, 1re série, no 20, Georges Hugnet éd., Paris, 1937, 9,1 × 14,1 cm., carte postale noir et blanc sur couché
  - [s.t.], in Man Ray, Les Mains libres, Jeanne Bucher éd., Paris, 10 novembre 1937
  - [s.t.], in Album Éluard, Album de la Pléiade, 1968

## Postérité

### Hommage public
Il existe un jardin Nusch-Éluard dans le 18e arrondissement de Paris.

### Cinéma
Nusch Éluard est incarnée par l'actrice française Noémie Merlant dans le film Lee Miller d'Ellen Kuras, sorti en 2023.